# Pere Muñoz i Hernández
Pere Muñoz i Hernández (Flix, 16 de mayo de 1954) es un historiador, escritor y político español, que ha sido alcalde del municipio de Flix (Tarragona) y senador en representación de la provincia de Tarragona.

## Biografía
Entre 1976 y 1984 estuvo afiliado al Partido Socialista Unificado de Cataluña y, a partir de 2004, lo está en Esquerra Republicana de Catalunya.
Se presentó a las elecciones municipales de Flix en 1979 por Entesa de Flix, siendo elegido alcalde. Se mantuvo como alcalde hasta las elecciones de 1987, aunque continuo como concejal (en ese momento por Unió de Progrés Municipal) hasta 1991.
En las elecciones municipales de 2003 volvió a presentarse, en este caso por la candidatura de Esquerra Republicana de Catalunya, resultando elegido, de nuevo, alcalde de Flix.
Permaneció en el cargo de alcalde hasta 2009 y como concejal hasta 2011.  Durante este segundo periodo, entre 2003 y 2005, ejerció de presidente del Consejo Comarcal de la Ribera de Ebro.  Fue elegido senador en representación de al provincia de Tarragona en las elecciones generales de 2008 por la Entesa Catalana de Progreso.
En la actualidad mantiene su actividad docente como profesor de Historia y Geografía en el Instituto de Educación Secundaria de Flix.  Es miembro de la Sociedad Catalana de Geografía.

## Obras
- Reculls històrics de Flix (Compilaciones históricas de Flix) (1982)
- La Ribera d'Ebre i la Guerra de Successió (La Ribera de Ebro y la Guerra de Sucesión) (1993)
- Apunts sobre la Guerra Civil a Flix (Apuntes sobre la Guerra Civil en Flix) (1995)
- Alemanys a l'Ebre. La Colònia Química alemanya de Flix (1897-1994) (Alemanes en el Ebro.  La colonia química alemana de Flix (1897-1994) (1994)
- Centenario de la Fábrica.  De la Sociedad Electro-química de Flix a Erkimia. 1897 – 1997 (1997)